# Frontinella zhui
Frontinella zhui är en spindelart som beskrevs av Li och Song 1993. Frontinella zhui ingår i släktet Frontinella och familjen täckvävarspindlar. Inga underarter finns listade i Catalogue of Life.